# فرودگاه لومه–توکین
فرودگاه لومه-توکین (به انگلیسی: Lomé-Tokoin Airport) (به زبان بومی: Gnassingbé Eyadéma International) یک فرودگاه Joint (غیرنظامیو نظامی) با کد یاتا LFW است که یک باند فرود آسفالت دارد و طول باند آن ۳۰۰۱ متر است. این فرودگاه در کشور توگو قرار دارد و در ارتفاع ۲۲ متری از سطح دریا واقع شده است.